# Jaderná elektrárna Zwentendorf

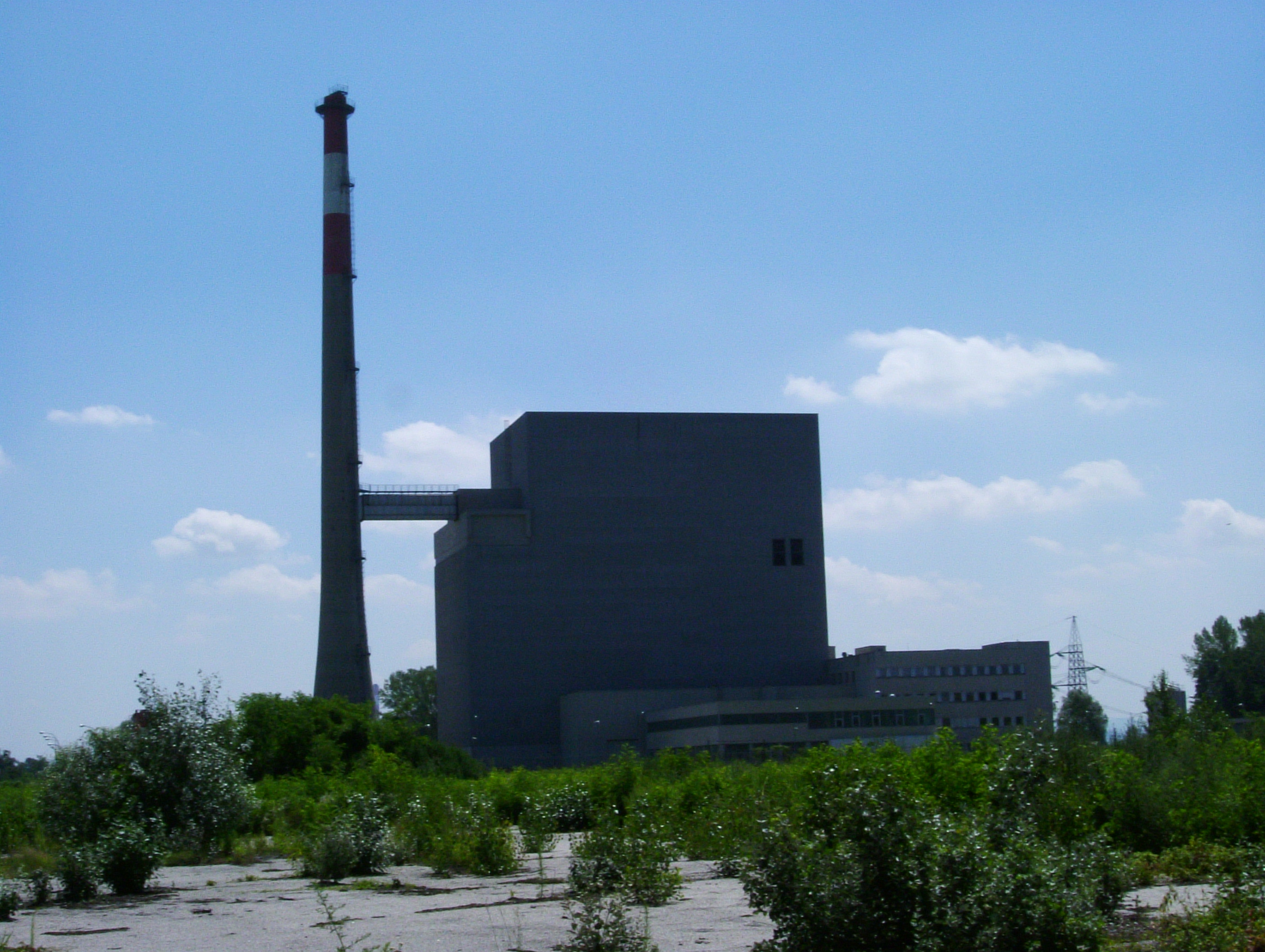
Stav elektrárny Zwentendorf v létě 2004

Jaderná elektrárna Zwentendorf je nikdy nezprovozněná jaderná elektrárna v Rakousku poblíž města Zwentendorf an der Donau (Dolní Rakousko, zhruba 60 km severozápadně od Vídně). Je někdy označován jako pomník jaderné energetiky v Rakousku („Atomkonserve Zwenti“). Měla mít jeden reaktor s výkonem 723 MW.

## Historie a technické informace
Výstavba jaderné elektrárny byla zahájena v roce 1972 s masivní informační podporou rakouské vlády. Projekční výkon zdroje 700 MW měl pokrývat 10 % celkové energetické spotřeby Rakouska. Celkově se mělo vystavět 6 jaderných elektráren, výstavba pěti z nich nebyla nikdy uskutečněna. Po rozsáhlé diskusi ve sdělovacích prostředcích, zahájené vídeňským ekologickým aktivistou Walterem Soykou, se rakouská vláda rozhodla vyhlásit v roce 1978 referendum o zprovoznění hotové elektrárny, přičemž kancléř Bruno Kreisky spojil výsledek referenda se svým setrváním ve funkci. Toho využila část obyvatel k protestnímu hlasu proti sociálnědemokratické vládě a v referendu poměrem hlasů 50,47 : 49,53 % (rozdíl necelých 20 000 hlasů) zvítězili odpůrci zprovoznění. Účast v referendu činila cca 2/3 oprávněných voličů, mezi odpůrce zprovoznění se údajně zařadil i Konrad Lorenz. Kreisky však nakonec přesto vládl až do roku 1983.

### Současnost
Současné využití budov a instalovaných technologií je minimální. V hlavní administrativní budově probíhá výuka četnické akademie. Potřebu generovaného výkonu rakouská vláda vyřešila vybudováním dvou bloků tepelné elektrárny Dürnrohr (756 MW). Pro její zásobování polským uhlím musely být rekonstruovány některé mosty ve Vídni, aby byla zachována potřebná splavná výška. Paradoxem je, že okolí Vídně je dnes mnohem více radioaktivní, než kdyby zde stál atomový Zwentendorf. Důvodem je, že spalované uhlí částečně obsahuje uran. Původní plány předpokládaly přestavbu zdroje Zwentendorf na paroplynový cyklus, ale k realizaci projektu nikdy nedošlo.
V létě 2009 byly fasády budov a volná prostranství v areálu osazeny tisícem (300 fasády, 700 prostranství) solárních panelů, které celkem ročně vyrobí 180 000 kWh elektrické energie. Množství energie, kterou vyrobí solární panely za rok, by mohl atomový Zwentendorf vyrobit za 15 minut.